# Piz Spinas
Le piz Spinas est un sommet des Alpes, situé à cheval sur la Suisse (canton des Grisons) et l'Italie (Lombardie). Il s'agit d'un sommet situé à l'ouest du piz Palü, dans la région d'Engadine. Il culmine à 3 823 m d'altitude. Son accès est possible en réalisant la traversée des trois sommets du piz Palü. Il fait partie de la chaîne de la Bernina.